# 湯立神楽

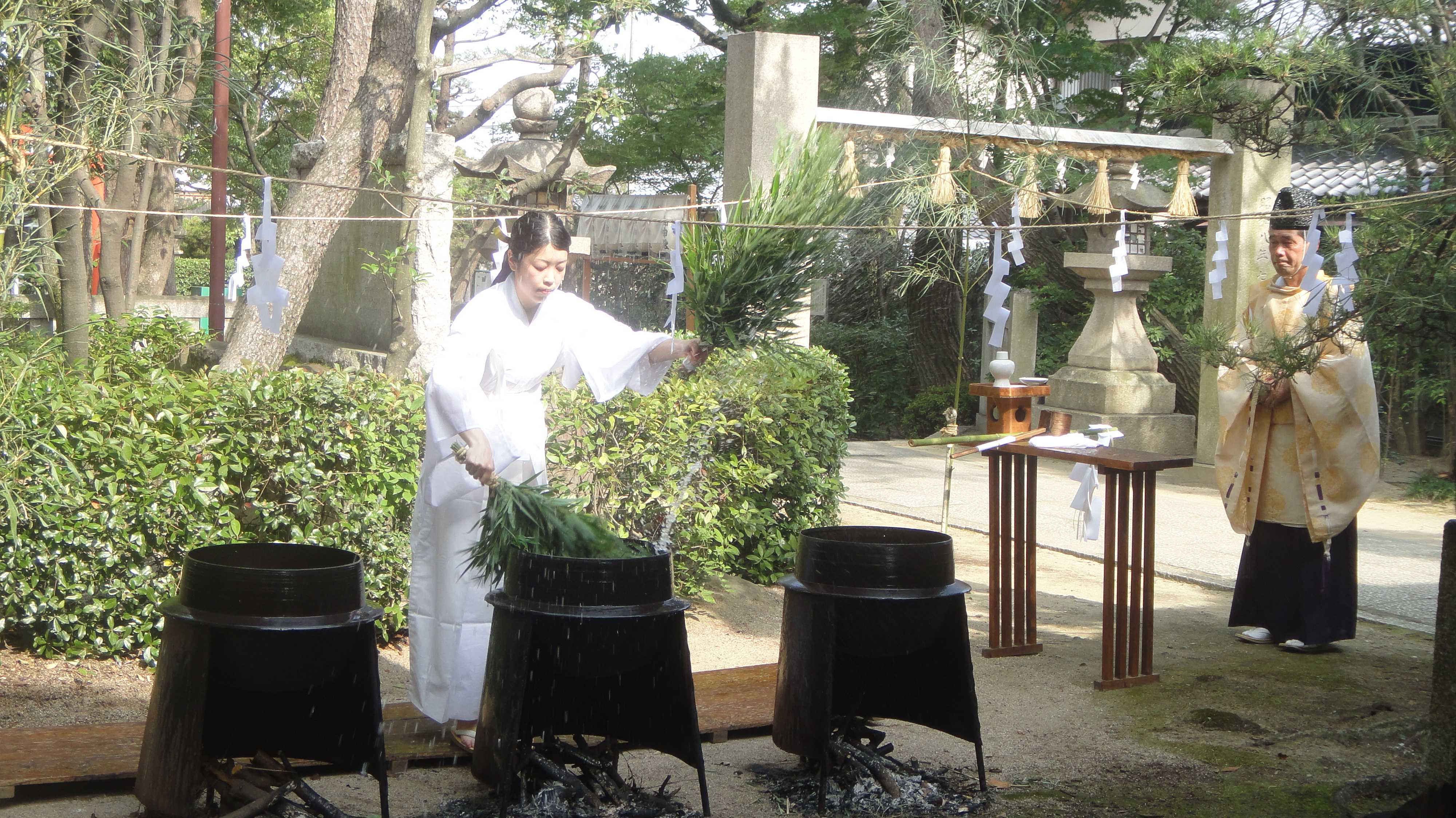
須佐男神社（兵庫県伊丹市）の湯立神楽（2014年7月23日撮影）

湯立神楽（ゆだてかぐら/ゆたてかぐら）は、日本の伝統的な神楽の形式のひとつ。
釜で湯を煮えたぎらせ、その湯を用いて神事を執り行い、無病息災や五穀豊穣などを願ったり、その年の吉兆を占う神事の総称である。別名を「湯神楽（ゆかぐら）」とも言う。
狭義には“神楽”の名が示すとおり、面や装束をつけた舞い手が釜湯を用いて奉納の舞いを踊る神事のみを指すが、広義には宮司や神職による釜湯を使った単純な儀式の形式をした湯立て神事も含んでいる。

## 概要
同じ湯立神楽でも神社によってかなり違いがあり、玉串に見立てた枝葉を浸して湯を撒くもの（神奈川県藤沢市白旗神社など）や、素手で煮え湯を払うようにして撒くもの（長野県飯田市正八幡神社(遠山郷)など）、全国的にも珍しいご神体を湯につけるもの（香川県丸亀市垂水神社など）など様々である。なかには釜湯の中に米やお神酒などを入れるものもある（京都府京都市城南宮など）。
また、海辺の神社では釜湯に海水を使うところもある（千葉県横芝光町四社神社など）。
いずれも撒かれた湯（その飛沫）を浴びると無病息災になるとされる。
また、神社によっては釜湯を飲むと無病息災になるとされているところもあり、瓶などに詰めて持ち帰ることのできるところもある（長野県天龍村池大神社など）。

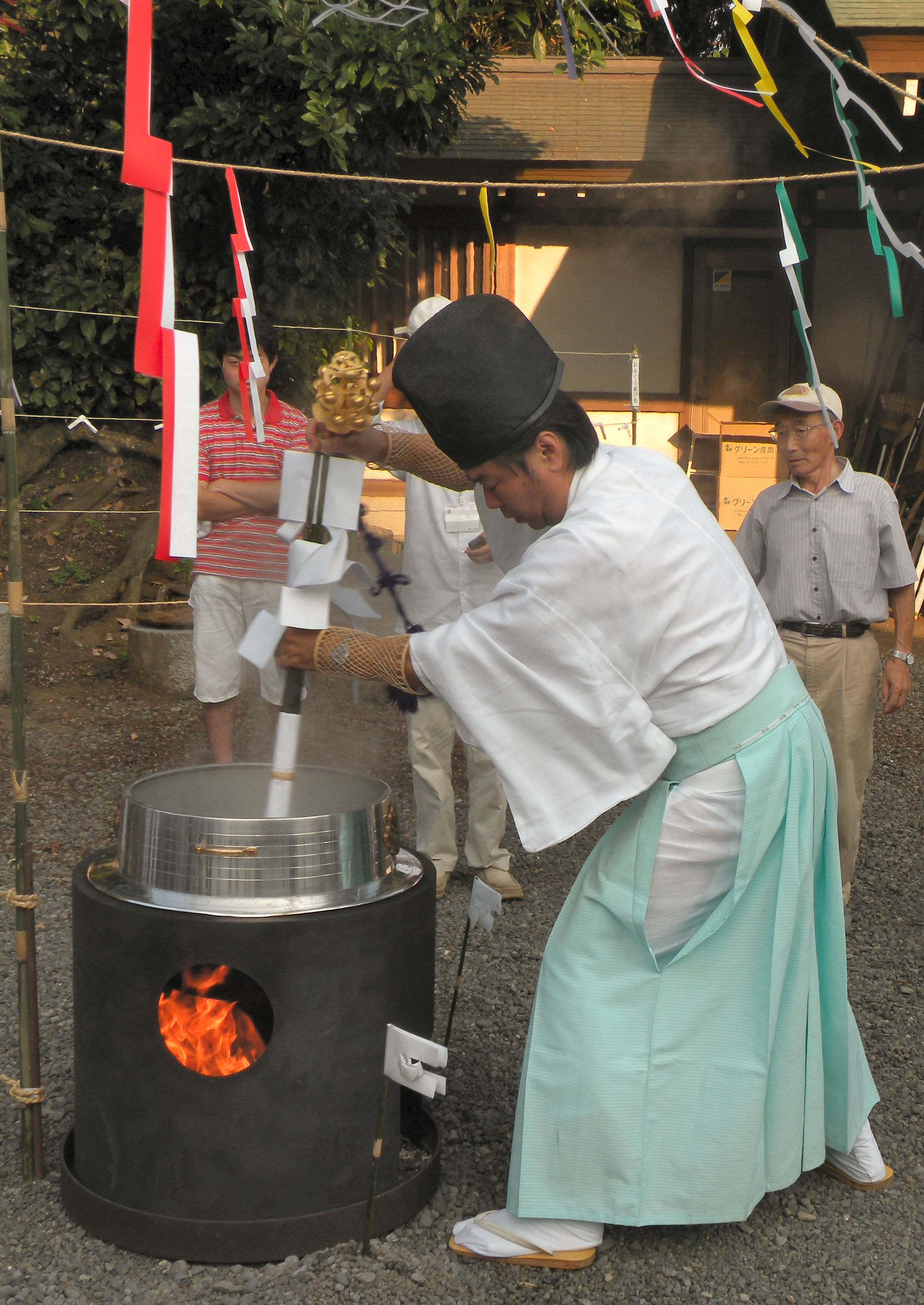
皇大神宮（藤沢市）湯立神楽（2009年8月17日撮影）
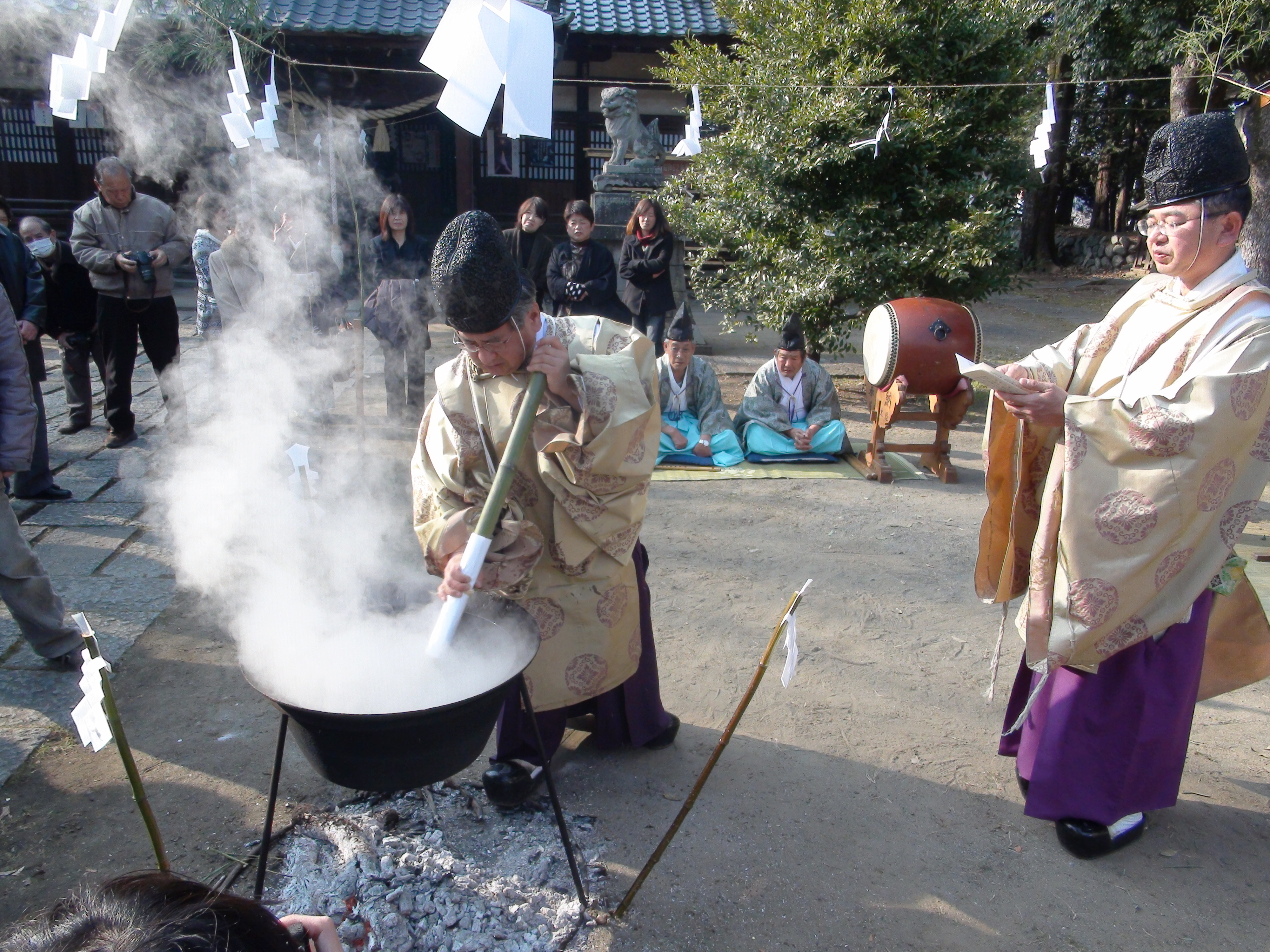
美和神社（山梨県笛吹市）の湯立神事（2011年2月8日撮影）
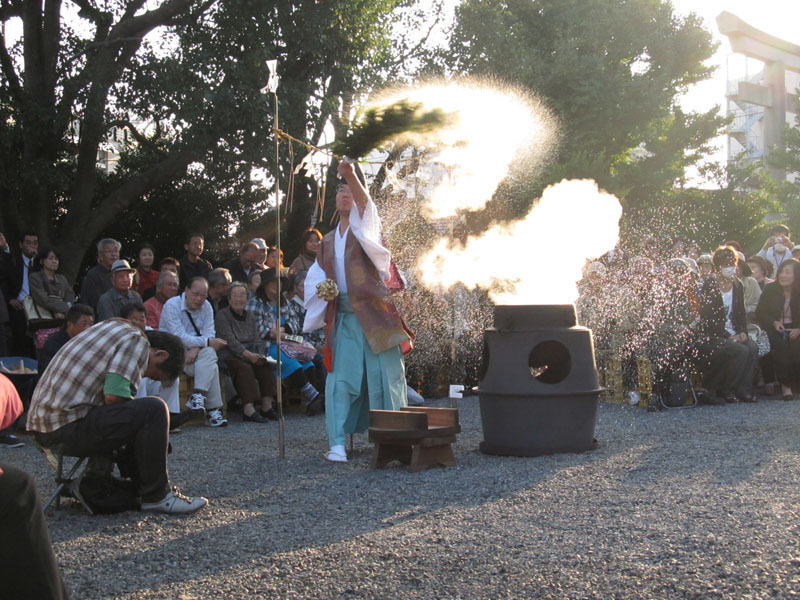
白旗神社（神奈川県藤沢市）湯立神楽（伝統神事、笹の舞）（2013年10月28日撮影）